# Leonhard Limpach
Leonhard Limpach (* 25. Januar 1852 in Schweinfurt; † 2. Januar 1933 in Erlangen) war ein deutscher Chemiker.
Limpach war ein Kaufmannssohn und studierte nach der Apothekerlehre in Würzburg bei Johannes Wislicenus, dessen Assistent er wurde und bei dem er 1876 promovierte. Er war ab 1878 bei den Farbwerken Hoechst als Betriebsleiter und ab 1887 Direktor bei der Farbstoff-Firma von Ivan Levinstein in Manchester. 1893 ging er von dort nach Erlangen und übernahm eine Apotheke, die er bis 1919 leitete.
Nach ihm und Max Conrad ist eine Synthese von Chinolin (1887) aus Kondensation von Anilin mit {\displaystyle \beta }-Keto-Estern benannt. Er untersuchte auch allgemein Substitutionen bei aromatischen Aminen wie beispielsweise Anilin.